# خاویر سیمونز
خاویر سیمونز (انگلیسی: Xavier Simons؛ زادهٔ ۲۰ فوریهٔ ۲۰۰۳) بازیکن فوتبال اهل انگلستان است.
وی همچنین در تیم‌های ملی فوتبال زیر ۱۵ سال انگلستان، زیر ۱۶ سال انگلستان، زیر ۱۷ سال انگلستان، و زیر ۱۹ سال انگلستان بازی کرده‌است.

## دوران حرفه‌ای

### باشگاهی

#### سال‌های ابتدایی و جوانان
او در رده جوانان با باشگاه فوتبال برنتفورد آغاز کرد. سیمونز سپس در سال ۲۰۱۶ با رقیب محلی برنتفورد، باشگاه فوتبال چلسی قرارداد امضا کرد.

#### چلسی
او اولین بازی خود را برای چلسی در ۲۲ دسامبر ۲۰۲۱ در مرحله یک چهارم نهایی جام اتحادیه فوتبال انگلیس انجام داد و در جریان برد ۲–۰ مقابل برنتفورد، باشگاه قبلی خود به میدان رفت.

### ملی
سیمونز که از زیر ۱۵ سال تا زیر ۱۷ سال برای انگلیس بازی کرده بود، اولین بازی خود برای تیم ملی فوتبال زیر ۱۹ سال انگلستان را به عنوان بازیکن تعویضی در پیروزی ۳–۱ مقابل جمهوری ایرلند در جریان مسابقات مقدماتی جام ملت‌های اروپا زیر ۱۹ سال ۲۰۲۲ در ورزشگاه بسکوت در ۲۳ مارس ۲۰۲۲ انجام داد.